# Double Helix Games
Double Helix Games war ein Spieleentwicklungsunternehmen mit Sitz in Irvine, Kalifornien, Vereinigte Staaten.

## Geschichte
Double Helix Games wurde als Fusion zwischen The Collective und Shiny Entertainment, zwei Videospielentwicklern von Foundation 9 Entertainment, gegründet. Am 9. Oktober 2007 wurde bekannt gegeben, dass beide Studios nach Irvine, Kalifornien, umgezogen waren und zusammengelegt wurden. Im März 2008 erhielt das Studio den Namen Double Helix Games.
Am 5. Februar 2014 gab Double Helix bekannt, dass das Unternehmen von Amazon übernommen wurde und Teil von Amazon Game Studios wurde.

## Spiele
- 2008: Silent Hill: Homecoming
- 2008: Harker (eingestellt)
- 2009: G.I. Joe: The Rise of Cobra
- 2010: Front Mission Evolved
- 2011: Green Lantern: Rise of the Manhunters
- 2012: Battleship
- 2013: Killer Instinct (Season 1)
- 2014: Strider
- 2014: UFOs love COWs